# ستيف بيسلي
ستيف بيسلي (بالإنجليزية: Steve Bisley)‏ هو ممثل أسترالي، ولد في 26 ديسمبر 1951 في أستراليا.

## أعمال

### أفلام
- (1979) ماد ماكس[5]

### مسلسلات
- طبيب الطبيب

## وصلات خارجية
- ستيف بيسلي على موقع IMDb (الإنجليزية)
- ستيف بيسلي على موقع ألو سيني (الفرنسية)
- ستيف بيسلي على موقع ميوزك برينز (الإنجليزية)
- ستيف بيسلي على موقع أول موفي (الإنجليزية)
- ستيف بيسلي على موقع قاعدة بيانات الأفلام السويدية (السويدية)
- ستيف بيسلي على موقع قاعدة بيانات الفيلم (الإنجليزية)
- ستيف بيسلي على موقع كينوبويسك (الروسية)